# 小野田龍之介
小野田 龍之介（おのだ りゅうのすけ、1991年7月12日 - ）は、日本の俳優、舞台俳優である。神奈川県出身。身長177 cm。

## 略歴
- 2001年よりジャズ・タップ・バレエを始める。
- ダンスで舞台経験を践みながら、ミュージカルに出演し、岡崎亮子に歌唱を師事する。
- 2011年に、シルヴェスター・リーヴァイ国際ミュージカル歌唱コンサート・コンクールへ出演し、リーヴァイ特別賞を受賞する。
- 2014年5月5日、契約満了につきカオス・パフォーマーズオフィスを退社。アービング[1]・ワタナベエンターテインメント[2]を経て、ホリプロに所属[3]。

## 人物
- HT177・B102・W84・H102・S27
- 趣味・特技：ダンス・歌唱・タップ・バレエ・茶道・華道・陸上、神社・お寺巡り。
- 舞台で共演したキャストから天然といわれている。

## 出演作品

### 舞台・ミュージカル
- キャタック公演 キャットウォーク（2001年）
- キャタック公演 ペルソナ（2002年）
- キャタック公演 ペルソナ・2（2003年）
- 劇団ワールドピース公演 GOOD  LUCK（2003年）
- 葉っぱのフレディ〜いのちの旅〜
  - 葉っぱのフレディ〜いのちの旅〜（2004年）
  - 葉っぱのフレディ〜いのちの旅〜（2005年） - メフィスト 役
  - 葉っぱのフレディ〜いのちの旅〜（2007年） - マーク / メフィスト 役
  - 葉っぱのフレディ〜いのちの旅〜特別公演（2011年10月18日、ゆうぽうとホール）
- カーネギーの日本人（2007年2月10日 - 13日、東京芸術劇場中ホール）
- スガナレル（2007年10月11日 - 28日 シアター1010）
- 丹波屋物語（2007年）
- ルドルフ 〜ザ・ラスト・キス〜（2008年5月6日 - 6月1日、帝国劇場）
- 最遊記歌劇伝 - 紅孩児 役
  - -Go To The West-（2008年9月13日 - 21日）
  - -Dead or Alive-（2009年3月20日 - 29日、サンシャイン劇場 / 4月11日・12日。シアターBRAVA!）
  - -Reload-（2015年9月17日 - 23日、サンシャイン劇場）
- 池袋ミュージカル学院全日制専科卒業公演 ミュージカル You Can't Stop The Beat（2009年3月6日、東京劇術劇場小ホール2） - ゲスト出演
- ミュージカル『テニスの王子様』 - 柳生比呂士 役（サポートキャスト出演）
  - The Final Match 立海 First feat.四天宝寺（2009年7月30日 - 10月4日、日本青年館 他）
  - The Final Match 立海 Second feat.The Rivals（2009年12月17日 - 2010年3月14日、日本青年館 他）
  - Dream Live 7th（2010年5月7日 - 9日、ワールド記念ホール / 5月20日 - 23日、横浜アリーナ）
- Side Show-サイド・ショウ-（2010年4月7日 - 18日、東京芸術劇場中ホール）
- マリア・マグダレーナ来日公演 マグダラなマリア - エスメラルダ 役
  - マリアさんの夢は夜とかに開く!魔愚堕裸屋、ついに開店（2010年8月6日 - 8日、梅田芸術劇場シアター・ドラマシティ / 8月12日 - 22日、サンシャイン劇場）
  - マグダライブ!!（2012年6月18日 - 20日、SHIBUYA-AX）
  - マグダライブ!!2013（2013年6月29日・30日、SHIBUYA-AX）
- モーツァルト!（2010年11月6日 - 12月24日、帝国劇場 / 2011年1月8日 - 25日、梅田芸術劇場 / 1月29日・30日、金沢歌劇座）
- ミュージカル オオカミ王ロボ〜シートン動物記より〜（2011年3月26日 - 4月3日、全労済ホール スペース・ゼロ） - ビンゴ 役
- サイド・ショウ ミュージカルライヴ（2011年6月18日、恵比寿ザ・ガーデンホール）
- ドラキュラ（2011年8月20日 - 9月11日、東京国際フォーラムホールC / 9月15日 - 18日、梅田芸術劇場） - レンフィールド 役
- Side Show-サイド・ショウ-（2011年10月1日 - 10日、シアター1010）
- ミュージカルコンサート 恋するブロードウェイ♪（2011年11月3日、赤坂BLITZ）
- ニコニコミュージカル カンタレラ2012〜裏切りの毒薬〜（2012年3月7日 - 13日、博品館劇場） - ホァン・ボルジア 役
- 合唱ブラボー!（2012年4月4日 - 15日 CBGKシブゲキ!!） - 怪しい男（ヤマザキマモル） 役
  - 合唱ブラボー!〜BRAVO!リサイタル〜（2012年9月16日、桐朋学園芸術短期大学）
- ミュージカル パルレ〜洗濯〜vol.2（2012年5月11日 - 20日、俳優座劇場） - ソロンゴ 役
- MUSICAL LIVE 天使達-ANGELS- 俺たちは天使か!?（2012年6月14日 - 16日、新宿FACE） - ガブリエル 役
- CLUB SEVEN 8th stage!（2012年8月12日 - 9月5日、シアタークリエ 他）
- 蝶々さん（2012年11月27日・28日、シアター1010） - 書生（木原君） 役
- ディートリッヒ（2012年10月29日 - 11月4日、青山劇場/11月16日 - 18日、森ノ宮ピロティホール） - バート・バカラック 役
- シアタークリエ 5th Anniversary ONE-HEART MUSICAL FESTIVAL（2012年12月25日 - 2013年1月3日）
- ミュージカル 新オオカミ王ロボ〜シートン動物記より〜（2013年3月29日 - 4月7日、全労済ホール スペース・ゼロ） - ビンゴ 役
- ブロードウェイ・ミュージカル「フットルース」（2013年8月3日 - 9月1日、東京芸術劇場プレイハウス 他） - レン 役
- One on One 25th note しあわせの詩（うた）（2013年10月9日 - 14日） - 楓 役
- 10th Anniversary CLUB SEVEN 9th stage!（2013年12月1日 - 2014年1月5日、シアタークリエ 他）
- ミュージカル ザ・ビューティフル・ゲーム（2014年1月31日 - 2月11日、新国立劇場小劇場） - ダニエル・ギレン 役
- 恋するブロードウェイ♪vol.3 -It's special version-[4]（2014年2月28日 - 3月2日、EX THEATER ROPPONGI）
- ミュージカル・コメディ「Love Chase!!」（2014年4月9日 - 5月4日、シアタークリエ 他）
- ブロードウェイ・ミュージカル「アイランド かつてこの島で」（2014年6月10日 - 15日、六行会ホール） - パパ・ゲー《死を司る悪魔》役
- ミュージカル「カムイレラ」（2014年9月11日 - 15日、IMAホール） - 中嶋道生 役
- ミュージカル「アリス・イン・ワンダーランド」（2014年11月9日 - 12月20日、青山劇場 他） - エル・ガト 役
- ミュージカル「TITANIC」（2015年3月14日 - 29日、Bunkamuraシアターコクーン） - ライトーラー 役
- ブロードウェイ・ミュージカル「アイランド かつてこの島で」（2015年5月7日 - 12日、六行会ホール） - パパ・ゲー《死を司る悪魔》役
- ミュージカル「ひめゆり」（2015年7月16日 - 21日、THEATRE1010） - 滝軍曹 役
  - （2017年7月13日 - 18日、THEATRE1010） - 滝軍曹 役
- ミュージカル「マリアと緑のプリンセス」（2015年8月13日 - 16日、THEATRE1010） - ビリー 役
  - （2017年8月25日 - 27日、全労済ホール/スペース・ゼロ） - ビリー役
- 劇団四季ミュージカル「ウエストサイド物語」（2016年2月14日 - 5月8日　四季劇場秋） - トニー 役
- ミュージカル「三銃士」（2016年8月6日 - 8日、日生劇場） - ダルタニアン 役
- ミュージカル「ミス・サイゴン」（2016年10月、帝国劇場） - クリス 役
  - ミュージカル「ミス・サイゴン」（2022年7月24日 - 8月31日、帝国劇場 / 9月9日 - 19日、梅田芸術劇場メインホール / 9月23日 - 26日、愛知県芸術劇場 大ホール / 9月30日 - 10月2日、まつもと市民芸術館 / 10月7日 - 10日、札幌文化芸術劇場 hitaru / 10月15日 - 17日、オーバード・ホール / 10月21日 - 31日、博多座 / 11月4日 - 6日、アクトシティ浜松 大ホール / 11月11日 - 13日、ウェスタ川越 大ホール、演出：ジャン・ピエール・ヴァン・ダー・スプイ） - クリス 役
- PARADE（英語版）（2017年5月 - 6月、東京芸術劇場 他地方公演）
- 何者（2017年11月25日 - 12月10日、天王洲 銀河劇場） - サワ先輩 役[5]
- メリー・ポピンズ（2018年3月18日 - 5月7日、東急シアターオーブ / 5月19日 - 6月5日、梅田芸術劇場メインホール） - ロバートソン・アイ役
  - メリー・ポピンズ（2022年3月31日 - 5月8日、東急シアターオーブ / 5月20日 - 6月6日、梅田芸術劇場メインホール） - バート役[6]
- ラブ・ネバー・ダイ（2019年1月15日 - 2月26日、日生劇場）- ラウル役
- ミュージカル「ウエスト・サイド・ストーリー」Season1（2019年11月 - 2020年1月、IHIステージアラウンド東京）- リフ 役[7]
- Oh My Diner（2020年11月7日 - 15日、品川プリンスホテルステラボール） - ジョシュア 役
- ミュージカル『フィスト・オブ・ノーススター～北斗の拳～』（2021年12月8日 - 2022年1月16日、日生劇場 他）- トキ 役（Wキャスト）[8]
- ミュージカル『マチルダ』（プレビュー公演：2023年3月22日 - 3月24日、東京公演：2023年3月25日 - 5月6日、東急シアターオーブ / 5月28日 - 6月4日、梅田芸術劇場メインホール） - ミス・トランチブル校長 役 (トリプルキャスト)
- ピーター・パン（2023年7月25日 - 8月27日、東京国際フォーラム ホールC 他 / 2024年7月24日 - 8月2日、東京国際フォーラム ホールC） - フック船長 役[9][10]
- ミュージカル『20世紀号に乗って』（2024年3月12日 - 31日、東急シアターオーブ / 4月5日 - 10日、オリックス劇場） - オリヴァー・ウェッブ 役[11]
- ミュージカル『レ・ミゼラブル』2024・2025年公演（2024年12月16日 - 2025年6月16日、 帝国劇場 他） - ジャベール  役[12]
- ミュージカル『黒執事』〜緑の魔女と人狼の森〜（2025年9月12日 - 28日〈予定〉、梅田芸術劇場 メインホール 他） - ヴォルフラム・ゲルツァー 役[13]

### ライブ・コンサート
- KAOS PRESENTS「THE SHOW CASE vol.1 7 Boys sing Standard songs」（2009年5月18日、SPAZIO2）
- KAOS PRESENTS「THE SHOW CASE vol.2〜Boys ROCK your heart〜」（2009年10月17日・18日、SHIBUYA BOXX）
- Side Show ミュージカルコンサート（2010年6月10日、シアタークリエ）
- ★TWO★STARS OF MUSICAL CONCERT（2013年4月20日、K-Stage）
- THE SHOW CASE vol.4（2013年5月5日、dio Cube 326）
- マテ・カマラス ソロライブ（2013年5月9日、新宿BLAZE）
- ワイルドホーン・メロディーズ（2013年6月5日・6日、Bunkamura オーチャードホール）
- 2013サマー宝塚フェア『STAY GOLD』（2013年8月11日、リーガロイヤルホテル東京）
- 小野田龍之介 PREMIUM LIVE IN SHIODOM（2013年10月29日、Livehouse Restaurant BLUE MOOD）
- 『NATSUKI MIZU Attractive Concert 2014【蜃気楼〜mirage〜】』（2014年7月11日・12日、赤坂ACTシアター）
- 小此木まり Solo Live vol.5『HOME』（2014年8月17日、南青山曼荼羅）
- CONCERT『THE BEST New HISTORY COMING』（2025年2月14日 - 28日、帝国劇場）[14]

### イベント
- 小野田龍之介＆和田泰右〜TALK LIVE 2009〜（2009年11月7日、ホテルサンルート品川シーサイド）
- SUNBEAM Presents Cooking&Talk LIVE COOKING BOYS
  - ＃01（2009年11月26日、ザ☆キッチンNAKANO）
  - ＃04（2010年6月18日・26日、ザ☆キッチンNAKANO）
  - ＃07（2011年4月17日・21日、ザ☆キッチンNAKANO）
  - ＃08（2011年6月24日・25日、ザ☆キッチンNAKANO）
  - ＃10（2011年12月2日・7日、ザ☆キッチンNAKANO）
- Ambitious Presents 小野田龍之介・和田泰右ライブトーク（2010年1月23日、発明会館ホール）
- フォトブック発売記念 小野田龍之介・和田泰右ライブトーク（2010年3月21日、T・B HALL/6月5日、発明会館ホール）
- 写真集出版記念 大河元気ライブトーク「OTHER SIDE」（2010年10月16日、中小企業振興会館メインホール）
- アンビシャス＆フォトブック出版記念 高樹京士郎・小野田龍之介ライブトーク（2011年2月20日、発明会館ホール）
- HAJIME STYLE VOL.2（2011年5月1日、リーガロイヤルホテル）
- 龍とタッチーのザ★ミュージカル 新春公開SP「ミュージカルファンへのお年玉」（2012年1月12日、WALLOP放送局）
- 小野田龍之介　21st BIRTHDAY LIVE PARTY（2012年7月7日、GINZA K-PLACE）
- 私立ビジュボ学園10周年記念文化祭!?（2012年11月13日、東京タワーフットタウンホールAホール）
- RYU'S FAMILY〜ボウリング大会&クリスマスパーティ〜（2012年12月9日、笹塚ボウル）
- 立花裕人のトーク&ライブ（2013年2月5日、Ginza K Place）
- 小野田龍之介 22nd BIRTHDAY PARTY（2013年7月12日、シェラトン・グランデ・トーキョーベイホテル）
- Ryunosuke Onoda 23rd Birthday Tea Party 〜Heart to Heart〜（2014年7月26日）

### TV
- NHK歌謡コンサート（2006年、NHK）
- NHK紅白歌合戦（2006年、NHK）
- THEカラオケ★バトル（2015年6月3日、テレビ東京）

### CM
- 九州通信ネットワーク「QT Net BBBQ」 - 高校生 役

### その他
- FM西東京 「おたママ倶楽部」 - ゲスト出演
- ギリギリモーニング 特別編（2011年9月19日、ニコニコ生放送） - ゲスト出演
- ギリギリモーニング（2012年1月15日、ニコニコ生放送） - ゲスト出演
- ニコミュの楽屋（2012年1月27日・2月23日、ニコニコ生放送） - ゲスト出演
- マグダラジオ（2012年2月24日、ニコニコ生放送） - 第6回ゲスト
- 龍とタッチーのザ★ミュージカル（2012年10月10日 - 12月26日、WALLOPアプリラジオ）
- 小野田龍之介のI LOVE THE MUSICAL!!（2013年4月16日 - 2014年4月25日、ニコニコ生放送）
- 「恋するブロードウェイ♪」特番（2014年2月22日、Ameba Studio）